# سيما بحوث
سيما سامي بحوث (ولدت في 26 يونيو 1956) ممثلة البعثة الدائمة للأردن لدى الأمم المتحدة منذ أغسطس 2016.

## النشأة والتعليم
ولدت سيما سامي بحوث في يونيو 1956. وحصلت على درجة البكالوريوس في الأدب الإنجليزي من الجامعة الأردنية، ودرجة الماجستير في الآداب والدراما من جامعة إسكس ودرجة الدكتوراه في الاتصالات والتطوير من جامعة إنديانا. وكانت أطروحتها بعنوان «سياسة الاتصال والتخطيط من أجل التنمية: مؤسسة التلفزيون الأردنية: دراسة حالة (1988)».

## الحياة المهنية
كانت سيما بحوث رئيسة قسم الاتصالات في منظمة الأمم المتحدة للطفولة (اليونيسف) في عمان بين عامي 1994 1995 ومستشارة للتنمية في منظمة الصحة العالمية في صنعاء بين عامي 1996 و1997. وعادت إلى الأردن عام 1997 لتعمل مديرة تنفيذية لمؤسستي الملك حسين والملكة نور الحسين حتى عام 2001، قبل أن تصبح رئيسة إدارة الإعلام والاتصال في الديوان الملكي الهاشمي ومستشارة للملك عبد الله.
ومنذ عام 2012، عملت سيما بحوث كأمين عام مساعد لبرنامج الأمم المتحدة الإنمائي ومديرة المكتب الإقليمي لبرنامج الأمم المتحدة الإنمائي في الدول العربية. وفي أغسطس 2016، عُينت سفيرة للأردن لدى الأمم المتحدة في نيويورك، لتحل محل دينا قعوار التي عُينت سفيرة للأردن لدى الولايات المتحدة.
وفي سبتمبر 2021 أُعلن عن تعيينها في منصب المديرة التنفيذية لهيئة الأمم المتحدة لشؤون المرأة ، وفي سياق عملها في هذا المنصب أدلت ببيان مثيرة للجدل حول الهجوم الإسرائيلي على قطاع غزة، اعتبره عدد من أعضاء مجلس النواب الأردني مخالفاً للواقع وطالبوا الحكومة الأردينة بالتحرك ضد صدور هذا البيان، حيث دعا البرلماني خليل عطية إلى الرد على تصريحاتها، وسحبها من تمثيل الأردن في الأمم المتحدة. كما دعا عطية سيما بحوث "للوقوف في صف المقاومة لا مع الكيان الصهيوني الذي يحتل أرضنا من عقود وينكل بأهلنا". وأيد النائب صالح العرموطي دعوة زميله خليل عطية قائلاً: "إن البيان لم يصدر بطريقة عفوية أو جدلية، مؤكدا على ضرورة محاسبة من أصدر هذه التصريحات، وأن على الحكومة أن تصدر بيانا بهذا الخصوص احتراما لموقف الأردن وشعبه"

وكما ورد في ملخص البيان المثير للجدل، قالت سيما بحوث: 
لقد مر أكثر من 100 يوم على أهوال هجمات حماس على إسرائيل في 7 أكتوبر والأهوال التي تلتها، وخاصة في غزة، ومنذ ذلك الحين، شهدنا الدليل على أن النساء والأطفال هم أول ضحايا الصراع وأن واجبنا في السعي إلى السلام هو واجب تجاههم.
لقد سمعنا روايات مروعة عن العنف الجنسي غير المعقول خلال الهجمات، مما أدى إلى دعوات مثل هيئة الأمم المتحدة للمرأة للمساءلة والعدالة ودعم جميع المتضررين.
نحن ندين بشكل لا لبس فيه جميع أعمال العنف الجنسي والعنف القائم على النوع الاجتماعي أينما ارتكبت وأينما ارتكبت وضد أي شخص. وأدعو مرة أخرى إلى محاسبة جميع المتضررين من هجمات 7 أكتوبر/تشرين الأول.
وشهدت تلك الأيام المائة أيضًا دمارًا لا مثيل له هطل على سكان غزة. فلا مكان لهم ولا أمان ولا راحة ولا استراحة. وتشكل النساء والفتيات غالبية القتلى والجرحى والنازحين.
وأدعو مرة أخرى إلى وقف فوري لإطلاق النار لأسباب إنسانية ووصول المساعدات الإنسانية دون عوائق لجميع سكان غزة، بما في ذلك توفير المساعدة والخدمات الحيوية لجميع النساء والفتيات.
كما أنه منذ أكثر من 100 يوم انتظرت عائلات الرهائن في غزة، الذين التقيت ببعضهم، بألم لا يمكن تصوره عودة من يحبونهم إليهم. إن شجاعتهم في مواجهة المعاناة والتزامهم بالسلام أمر يبعث على التواضع. وأدعو مرة أخرى إلى إطلاق سراح جميع الرهائن فوراً ودون قيد أو شرط.
هذا هو وقت السلام. ونحن مدينون بذلك لجميع النساء والفتيات الإسرائيليات والفلسطينيات. هذا ليس صراعهم. ويجب ألا يدفعوا ثمنها بعد الآن.

## منشورات
- بحوث، سيما (1 أبريل/ نيسان 2014). «خلق فرص للشباب - طريق المستقبل للعالم العربي». هافينجتون بوست.
- بحوث، سيما (31 مارس/أذار 2015). «زخم جديد ردا على الأزمة السورية: يجب علينا اغتنام الفرصة». الأهرام.
- بحوث، سيما (5 نوفمبر/ تشرين الثاني 2015). «إنقاذ الأرواح، والحفاظ على الكرامة، وتأمين المستقبل في سوريا». برنامج الأمم المتحدة الإنمائي.
- بحوث، سيما. «المياه أهم من النفط لمستقبل العالم العربي». هافينجتون بوست.

## الحياة الشخصية
سيما بحوث متزوجة من زياد الرفاعي ولديها ابنة واحدة، جيهان.